# Raffay
Raffay je priimek madžarske plemiške družine, ki je živela na območju današnjega Prekmurja. Družina izhaja iz kraja Árkos, zaradi česar imajo predikat Raffay de Árkos oz. arkosi Raffay.

## Znani nosilci priimka
- Jurij Baltazar Raffay – * Kövesvölgy (Prosečka vas) o. 1726; † Murska Sobota 19. januar,1789, duhovnik
- Emerich Karl Raffay (1753-1830)- od 1787 zagrebški škof, od 1810 titularni pharenski škof, ter v letih 1816−1830 škof Đakovačko-osješke škofije
- Franz Raffay - od leta 1810 zagrebški župnik
- Josip Raffay - podžupan Varaždinske županije (1752-1755), upravnik posesti grofov Erödyjev

## Galerija
- Palača Raffay v Zagrebu
- Grb rodbine Raffay
- Grb rodbine Raffay